# Tamara Stohlová
Tamara Stohlová (* 10. června 1989) je slovenská politička, environmentální aktivistka a od října 2023 poslankyně Národní rady SR za Progresívne Slovensko (PS).
V letech 2007 až 2008 studovala informatiku a v letech 2008 až 2010 management na Univerzitě Komenského v Bratislavě. V letech 2010 až 2012 studovala management na Vrije Universiteit Amsterdam a získala titul MSc. Po studiu působila v organizaci Transparency International Slovensko (slovenská pobočka Transparency International), v organizaci OECD a dále pracovala pro europoslance PS Michala Wiezika a bývalého poslance Národní rady, místopředsedu strany SIEŤ a předsedu strany SPOLU – občianska demokracia Miroslava Beblavého.
V parlamentních volbách v roce 2020 kandidovala na 43. místě kandidátní listiny koalice PS/SPOLU. Získala 9 468 preferenčních hlasů, ale nebyla zvolena (koalice nezískala žádný mandát). Opětovně kandidovala v parlamentních volbách v roce 2023, tentokrát na 4. místě kandidátní listiny hnutí. Získala 63 103 preferenčních hlasů a byla zvolena poslankyní Národní rady, bydlištěm se tou dobou uváděla v Bratislavském kraji. Po volbách se stala místopředsedkyní výboru NR SR pro životní prostředí. V rámci strany se zaměřuje na problematiku životního prostředí, ochrany zvířat a dále obecně na témata související s mladými lidmi.